# Batałajewa
Batałajewa (ros. Баталаева) – wieś (dieriewnia) w Rosji, w obwodzie irkuckim, w rejonie czeremchowskim. W 2010 liczyła 93 mieszkańców.